# Napolitana Blanca
Napolitana Blanca es un cultivar de higuera de tipo higo común Ficus carica, unífera de higos de epidermis con color de fondo negro intenso con sobre color morado oscuro. Se cultiva en la colección de higueras de Montserrat Pons i Boscana en Llucmajor, Islas Baleares.

## Sinonimia
- Napolitana en Islas Baleares,[3][5][6]
- Poletana en Islas Baleares

## Historia
Actualmente la cultiva en su colección de higueras baleares Montserrat Pons i Boscana, rescatada de un ejemplar o higuera madre en "Míner" de Josep Sacarès i Mulet en Mallorca, el ejemplar está poco valorado por la escasa calidad de su cosecha.
La variedad 'Napolitana Blanca' es una variedad de introducción moderna en las Islas Baleares, su abundante producción se utilizaba sobre todo para la alimentación del ganado porcino, y como higo seco.

## Características
La higuera 'Napolitana Blanca' es una variedad unífera de tipo higo común. Árbol de buen porte, copa esférica, follaje muy esparcido, no muy denso. Se desarrolla mejor en terrenos profundos y ricos, y menos en terrenos áridos y secos de marinas. Sus hojas con 3 lóbulos (80%) y con 5 lóbulos (20%). Sus hojas con dientes presentes y márgenes serrados. Los higos 'Napolitana Blanca' tienen una forma urceolada, grandes, con poca facilidad de desprendimiento. La yema apical es cónica verde amarillento.
Los higos 'Napolitana Blanca' son de unos 30 gramos en promedio, de epidermis delgada con mucha facilidad de pelado, de color de fondo verde suave con sobre color amarillento. Ostiolo de 3 a 5 mm con escamas grandes marrones. Pedúnculo de 3 a 8 mm cónico verde claro. Grietas reticulares y longitudinales finas. Costillas poco marcadas. Con un ºBrix (grado de azúcar) de 22, poco dulce con sabor insípido, con firmeza blanda, con color de la pulpa rojizo. Los higos maduran sobre el 14 de agosto a 16 de septiembre y de producción alta. Poca resistencia al transporte, muy susceptibles al agriado y a la apertura del ostiolo, con poca resistencia a la lluvia y a los rocíos.

## Cultivo  y usos
'Napolitana Blanca', es una variedad de higo blanco, en la que sus higos eran utilizadas como alimento de los cerdos por sus pobres cualidades para consumo como higo fresco en consumo humano. Apto para secado. Buen rendimiento productivo . Se está tratando de recuperar su cultivo, de ejemplares cultivados en la colección de higueras baleares de Montserrat Pons i Boscana en Llucmajor.